# Underclocking
Underclocking, també conegut com downclocking, és modificar la configuració de temporització d'un ordinador o circuit electrònic perquè funcioni a una velocitat de rellotge inferior a la que s'especifica. El subclocking s'utilitza per reduir el consum d'energia d'un ordinador, augmentar la durada de la bateria, reduir l'emissió de calor i també pot augmentar l'estabilitat, la vida útil/fiabilitat i la compatibilitat del sistema. El underclocking pot ser implementat per la fàbrica, però molts ordinadors i components poden tenir un underclocking per l'usuari final.
L'escala de freqüència dinàmica (subclocking automàtic) és molt comú als ordinadors portàtils i també s'ha convertit en comú als ordinadors d'escriptori. En els ordinadors portàtils, el processador acostuma a funcionar automàticament quan l'ordinador funciona amb bateries. La majoria dels processadors de portàtils i d'escriptori moderns (que utilitzen esquemes d'estalvi d'energia com Cool'n'Quiet i PowerNow d'AMD!) es restringiran automàticament amb una càrrega de processament lleugera, quan la BIOS de la màquina i el sistema operatiu ho admeten. Intel també ha utilitzat aquest mètode en nombrosos processadors mitjançant una funció anomenada SpeedStep. SpeedStep va aparèixer per primera vegada en xips com el Core 2 Duo i els models selectius de Pentium, i després es va convertir en un estàndard als models Core i3, i5 i i7 de gamma mitjana i alta.

## Tipus

### Underclocking de la CPU
Per als microprocessadors, el propòsit és generalment disminuir la necessitat de dispositius de dissipació de calor o disminuir el consum d'energia elèctrica. Això pot proporcionar una major estabilitat del sistema en entorns de calor elevat, o pot permetre que un sistema funcioni amb un ventilador de refrigeració més baix (i, per tant, més silenciós) o sense cap. Per exemple, un processador Pentium 4 normalment fa una velocitat de 3,4 GHz es pot "restringir" a 2 GHz i després es pot executar amb seguretat amb velocitats de ventilació reduïdes. Això es produeix invariablement a costa d'algun rendiment del sistema. Tanmateix, la reducció proporcional del rendiment sol ser menor que la reducció proporcional de la velocitat del rellotge perquè el rendiment sovint està limitat per altres colls d'ampolla: el disc dur, la GPU, el controlador de disc, Internet, la xarxa, etc. circuit per reduir les necessitats energètiques d'un dispositiu. El underclocking deliberat implica limitar la velocitat d'un processador, cosa que pot afectar la velocitat de les operacions, però pot o no fer que un dispositiu sigui sensiblement menys capaç, depenent de l'altre maquinari i l'ús desitjat.
Molts ordinadors i altres dispositius permeten el underclocking. Els fabricants afegeixen opcions de subclocking per moltes raons. El underclocking pot ajudar amb l'acumulació excessiva de calor, perquè un rendiment inferior no generarà tanta calor a l'interior del dispositiu. També pot reduir la quantitat d'energia necessària per fer funcionar el dispositiu. Els ordinadors portàtils i altres dispositius que funcionen amb bateries solen tenir configuracions de subclocking, de manera que les bateries poden durar més temps sense carregar-se.
A més de proporcionar funcions de subclocking, els fabricants poden optar per limitar la capacitat d'una màquina per tal de fer-la més eficient. Els models d'ordinador de conjunt d'instruccions reduïts (RISC) poden ajudar els fabricants a crear dispositius que funcionin amb menys energia.

### Targetes gràfiques
El underclocking també es pot realitzar a les GPU del processador de targetes gràfiques, generalment amb l'objectiu de reduir la producció de calor. Per exemple, és possible configurar una GPU perquè funcioni a velocitats de rellotge més baixes quan es realitzin tasques quotidianes (per exemple, navegació per Internet i processament de textos), permetent així que la targeta funcioni a temperatura més baixa i, per tant, velocitats de ventilació més baixes i silencioses. Aleshores, la GPU es pot overclockejar per a aplicacions més intenses gràficament, com ara jocs. La subclosió d'una GPU reduirà el rendiment, però probablement aquesta disminució no es notarà excepte en aplicacions intensives gràficament.

### Underclocking de la memòria
La memòria RAM més nova i ràpida pot tenir un clock inferior per adaptar-se als sistemes més antics com una forma econòmica de substituir la memòria rara o discontinuada. Això també pot ser necessari si es troben problemes d'estabilitat en configuracions més altes, especialment en un ordinador amb diversos mòduls de memòria de diferent velocitat de rellotge. Si el processador d'un PC té un rellotge insuficient i el factor o multiplicador de rellotge (la relació entre el processador i la velocitat del rellotge de la memòria) no canvia, la memòria també tindrà un rellotge inferior.

## Avantatges
- Reducció del consum d'energia elèctrica, especialment quan es combina amb subtensions (és a dir, reducció de la tensió del component per sota del nominal). Per exemple, fent un underclocking d'un processador Athlon XP 1700+ de 1466 a 1000 MHz i reduint la tensió del nucli d'1,75 a 1,15 V, un usuari d'ordinador va reduir el consum d'energia de 64,0 a 21,6 W, és a dir, un 66% de reducció de potència, amb només un 26% menys de rendiment. El mateix passa amb els processadors més nous: quan una CPU Intel d'un sol nucli tenia un 20% de subclock, el rendiment de l'ordinador només va baixar un 13% amb una reducció de potència del 49%.

En general, la potència consumida per una CPU amb una capacitat C, que funciona a freqüència f i voltatge V és aproximadament
{\displaystyle P=CV^{2}f.}
- Reducció de la generació de calor, que és exactament proporcional al consum d'energia.
- Menys soroll perquè els ventiladors de refrigeració es poden alentir o fins i tot eliminar. L'eficiència d'un ventilador de refrigeració és proporcional a la seva velocitat de rotació, però a mesura que augmenta, també ho fa el soroll.
- Vida útil més llarga del maquinari.
- Augment de l'estabilitat.
- Augment de la durada de la bateria.
- Millor compatibilitat amb aplicacions antigues.
- Rendiment adequat de jocs d'ordinador molt antics que depenien del temps de la CPU.